# جون أوبراين (مخرج)
جون أوبراين (بالإنجليزية: John O'Brien)‏ هو مخرج أمريكي، ولد في 1962.

## وصلات خارجية
- جون أوبراين على موقع IMDb (الإنجليزية)
- جون أوبراين على موقع أول موفي (الإنجليزية)
- جون أوبراين على موقع قاعدة بيانات الفيلم (الإنجليزية)